# Animação de recortes
A animação de recortes (no inglês, cut-out animation) é uma técnica de animação que utiliza personagens, objetos e cenários recortados de materiais como papel, cartão, tecido ou mesmo fotografias. Os mais antigos filmes de animação em longa-metragem conhecidos foram realizados em animação de recortes, pelo argentino Quirino Cristiani em 1917 e 1918.
Hoje em dia, uma forma estilizada da animação de recortes é simulada digitalmente. O exemplo mais conhecido é a sitcom animada South Park. Seu primeiro episódio foi realizado por animação de recortes reais mas, em seguida, passou a ser produzida com os softwares PowerAnimator, ainda na primeira temporada, e Maya, pela metade da quarta temporada. Outros exemplos são as séries Angela Anaconda e Charlie and Lola.
Um dos mais famosos animadores que ainda utilizam a técnica tradicional da animação de recortes é o russo Yuriy Norshteyn. Também são conhecidas as sequências animadas em recortes de Terry Gilliam para as produções do Monty Python, bem como a abertura do filme L'armata Brancaleone, de Mario Monicelli. A técnica também foi utilizada no créditos finais do filme “Desventuras em Série” com Jim Carrey.